# Сеидов, Мир Гидаят Мир Адиль оглы
Мир Гидаят (Идаят) Мир Адиль оглы Сеидов (азерб. Mir Hidayət bəy Mir Adil bəy oğlu Seyidov; 2 апреля 1883 — 1919) — азербайджанский политический деятель, мусаватист, член Всероссийского учредительного собрания и Азербайджанского национального совета.

## Биография
Отец, Мир Адиль, был муллой. Он, в свою очередь, являлся сыном хаджи Мир Аги, второго сына Кудси Вененди. 
Выпускник Елисаветпольской гимназии. Поступил на юридический факультет Казанского университета, но был исключён в 1907 году. В том же 1907 году арестован по обвинению в членстве в боевой дружине эсеров. Освобождён после троекратного прошения о смягчении участи. С 1917 года — член партии «Мусават».
В конце 1917 года избран во Всероссийское учредительное собрание по Закавказскому избирательному округу по списку № 10 (Мусульманский национальный комитет и Мусават).
Член Закавказского сейма. Выступал 10 апреля 1918 года на заседании мусульманской фракции сейма. Ссылаясь на только что полученные телеграммы, выступил о систематических нападениях на мусульман в Эриванской губернии, которые идут непрерывно, и особенно обострились в последние дни.
В 1918—1919 годах — член Национального совета Азербайджана. При выборах президиума Национального совета избран 2-м товарищем (заместителем) председателя Мамед Эмина Расулзаде.
28 мая 1918 года, в Тифлисе на заседании Национального совета вместе с другими членами участвовал провозглашении Акта о независимости Азербайджана. 
1 июня 1918 года на заседании Азербайджанского Национального совета вместе с Мир Багиром Рзаевым и Нариман-беком Нариманбековым, представляющими, как и он, Эриванскую губернию, выразил протест по поводу уступки Эривани Армении. Национальный совет без обсуждения приобщил данный протест к протоколу заседания.
На том же заседании члены Совета приняли решение об отправке делегации в Эривань в связи с вопросом об уступке Эривани Армении и организации помощи беженцам. В состав делегации были выбраны вместе с М. Г. Сеидовым М. Б. Рзаев и М. Ю. Джафаров.
Председатель Ордубадского Национального совета обороны во время наступления дашнаков.
Скоропостижно скончался в Ордубаде в 1919 году. Причины смерти неизвестны.

## Семья

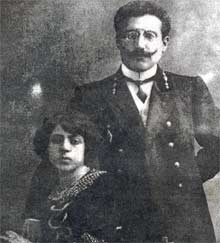
Мир Гидаят бей с женой Шовкет ханум, 31 декабря 1916

- Жена — Шовкет Кязымбекова, дочь Алиашраф бека из Эривани. Вторым браком замужем за Фарамазом Махмудбековым, с ним сын Шамиль и дочь Марьям[8].
  - Дочь — Дилара Сеидова, архитектор, жена Гусейна Аббасгулиева, сотрудника ЦК КП Азербайджана[8].
  - Сын — Адиль Сеидов (?—1999), геолог. Работал в Институте геологии АН Азербайджана. Преподаватель Азербайджанского государственного университета[8].